# Chiromantis nongkhorensis
Chiromantis nongkhorensis är en groddjursart som först beskrevs av Cochran 1927.  Chiromantis nongkhorensis ingår i släktet Chiromantis och familjen trädgrodor. IUCN kategoriserar arten globalt som livskraftig. Inga underarter finns listade i Catalogue of Life.